# Achaearanea transipora
Achaearanea transipora är en spindelart som först beskrevs av Zhu och Zhang 1992.  Achaearanea transipora ingår i släktet Achaearanea och familjen klotspindlar. Inga underarter finns listade i Catalogue of Life.